# سحر ناجي
سحر ناجي (28 مايو 1967 -) هي مغنية وممثلة مصرية.

## حياتها
ولدت سحر سيد إبراهيم سيد ناجي في 28 مايو 1967 بمنطقة أرض عزيز عزت إمبابة، الجيزة. حصلت علي درجة الليسانس في كلية الآداب جامعة القاهرة قسم علم الاجتماع، كما حصلت علي درجة الليسانس من كلية الحقوق جامعة القاهرة، وحصلت علي درجة البكالوريوس من كلية التربية الموسيقية جامعة حلوان. زوجها المغني محمد رؤوف.

## مسيرتها
- بدأت مسيرتها فى دار الأوبرا المصرية مع فرقة نجوم الأوبرا بقيادة محمد عبد الوهاب.[3]
- قامت بعمل العديد من الأوبريتات الغنائية مثل أوبريت شهر زاد فى حفل الثورة أمام الرئيس حسني مبارك بمشاركة زوجها المغني محمد رؤوف.[4]
- قامت بالتمثيل في المسلسل الدينى فتى الأندلس.
- شاركت الفنان حميد الشاعري فى بعض أغانيها.
- اعتزلت الفن بسبب مرض زوجها محمد رؤوف.

## ألبومتها
- البوم الحب وسنينه
- البوم قربلى